# Matalas-Aufstand
Der Matalas-Aufstand war eine Volkserhebung gegen die Zentralmacht des Königs bzw. des Staates in den französischen Provinzen des Baskenlands (vor allem in der ehemaligen Provinz Soule) im Jahre 1661.

## Hintergrund
Das französische Steuerwesen hatte sich im 15. und 16. Jahrhundert immer stärker zentralisiert, was auch daran festzumachen ist, dass die Steuereintreiber in der Regel keine lokalen oder regionalen Beamten waren, sondern stets aus anderen Provinzen des Reiches entsandt wurden. Regionale Besonderheiten (Gewohnheitsrechte, Traditionen, Missernten etc.) wurden nicht in genügendem Maße berücksichtigt. Darüber hinaus bestand eine fast unauflösliche Vermischung von staatlichen und königlichen Privatausgaben. Unter Ludwig XIV., dessen Kriegszüge und Bauprojekte enorme Summen verschlangen, und seinem Finanzminister Colbert verschärfte sich die Situation zusehends.
Die baskischen Provinzen (Labourd, Basse-Navarra und Soule) waren aufgrund von weit zurückreichenden Gewohnheitsrechten von den meisten Steuern (so auch von der taille) ausgenommen.
Bereits Ludwig XIII. hatte im Jahre 1639 alle freien bzw. öffentlichen Ländereien (Weideflächen etc.) zu Staatseigentum erklärt. Das Silviet, das Regionalparlament der Provinz Soule, sah sich daraufhin genötigt, diese Ländereien wieder vom Staat zurückzukaufen, wozu aber die nötigen Geldmittel fehlten, so dass man den Rückkauf über die Aufnahme von Krediten finanzierte. Die Zins- und Tilgungslasten wurden allerdings – mit königlicher Zustimmung – im Jahre 1661 auf die Bevölkerung des Baskenlandes abgewälzt. Dies brachte das Fass zum Überlaufen.

## Revolte
Bernard Goyheneche (baskisch: Beñat Goihenetxe), genannt 'Matalas', ein Priester aus Moncayolle setzte sich an die Spitze der Volkserhebung. Zuerst wurde (ob mit der Zustimmung des Silviet ist unklar) eine Gegenregierung eingesetzt, die das alleinige Recht beanspruchte, Steuern zu erheben und über rechtliche und wirtschaftliche Fragen zu entscheiden. Dies war natürlich für den französischen Zentralstaat unannehmbar und – trotz Verhandlungen mit einem königlichen Generalbevollmächtigten – war eine militärische Lösung des Problems unausweichlich. Diese begann mit einem Sieg der – je nach Quelle – etwa 3000 bis 7000 Mann starken Heerschar der Souletins unter dem Schlachtruf Herria! Herria! (“Das Volk! Das Volk!”) in Undurein, aber bereits beim nächsten Aufeinandertreffen am 12. Oktober 1661 bei Chéraute siegten die aus Bordeaux herbeigeholten königlichen Truppen, die deutlich besser bewaffnet waren und überdies von lokalen Adligen unterstützt wurden. 

## Das Ende

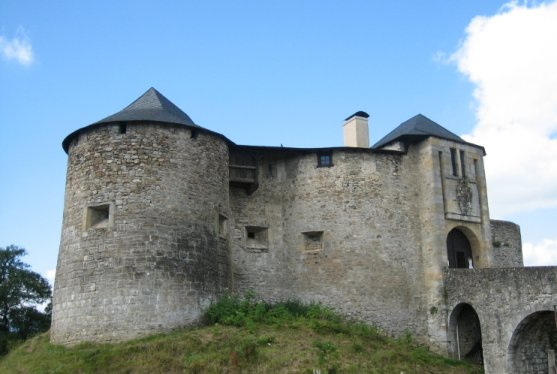
Mauléon – Vieux Château

Matalas konnte vom Schlachtfeld entkommen, wurde jedoch bereits einen Tag später gefasst und in die Festung von Mauléon gebracht. Vom Parlament in Bordeaux wurden er und acht seiner Mitstreiter zum Tod durch Enthauptung verurteilt. Einige konnten wohl fliehen, aber das Todesurteil an Matalas wurde am 8. November 1661 auf dem zentralen Platz in Licharre vollstreckt. Der Kopf Matalas' wurde an eine Kanone im Vieux Château von Mauléon gebunden und dort zur Erinnerung und Abschreckung über ein Jahr lang – bis zu seiner Verwesung und heimlichen Bestattung – den Basken präsentiert.
Die (angeblichen) sterblichen Überreste Matalas' sind heute in der Chapelle St-Jean-de-Barraute in Mauléon-Licharre beigesetzt.

## Bedeutung
Die Macht des Königs und des königstreuen Regionaladels gingen gestärkt aus der Auseinandersetzung hervor. Im Gegenzug verloren die Gewohnheitsrechte der Basken und das Parlament der Soule, das Silviet, an Bedeutung. Ende des Jahres 1661 wurde beispielsweise den Basken untersagt, Feuerwaffen zu tragen. Im Jahre 1730 wurde das ohnehin weitgehend machtlos gewordene Silviet gänzlich verboten und sämtliche Versammlungsrechte wurden eingeschränkt. Die ehemals freien, stolzen und weitgehend unabhängigen Basken fühlten sich mehr und mehr unterdrückt. Matalas wird bis zum heutigen Tag von vielen Basken als Freiheitskämpfer und Märtyrer angesehen.